# Acanthoclita balanoptycha
Acanthoclita balanoptycha is een vlinder uit de familie van de bladrollers (Tortricidae). De wetenschappelijke naam van de soort is, als Eucosma balanoptycha, voor het eerst geldig gepubliceerd in 1910 door Edward Meyrick.

## Type
- syntypes: "male en female."
- instituut: ZSIK, Kaiser Castle, Banaras Cantt, India
- typelocatie: "India"